# ماکالی کریسانتوس
ماکالی کریسانتوس (انگلیسی: Macauley Chrisantus؛ زادهٔ ۲۰ اوت ۱۹۹۰) بازیکن فوتبال اهل نیجریه است.
از باشگاه‌هایی که در آن بازی کرده‌است می‌توان به باشگاه فوتبال لاس پالماس، باشگاه فوتبال آ. ا. ک آتن، باشگاه فوتبال سیواس‌اسپور، باشگاه فوتبال کارلسروهه، باشگاه فوتبال رئال مورسیا، باشگاه فوتبال اف‌اس‌وی فرانکفورت، و باشگاه فوتبال هامبورگ اشاره کرد.
وی همچنین در تیم ملی فوتبال نیجریه بازی کرده‌است.